# Tihomir Ognjanov
Tihomir Ognjanov (ur. 2 marca 1927 w Suboticy, zm. 2 lipca 2006 tamże) – piłkarz jugosłowiański, medalista olimpijski, uczestnik finałów mistrzostw świata w 1950 i w 1954.
Grający na pozycji prawoskrzydłowego Ognjanov debiutował w reprezentacji Jugosławii w maju 1950. Miesiąc później wystąpił w jednym meczu na mistrzostwach świata, strzelając bramkę Szwajcarom w zwycięskim spotkaniu (3:0). Ta wygrana oraz pokonanie Meksyku nie wystarczyło jednak Jugosławii do awansu do dalszych rozgrywek wobec porażki 0:2 z Brazylią.
Ognjanov, który wystąpił łącznie w 28 meczach reprezentacji i strzelił 7 bramek, bronił barw Crvenej zvezdy Belgrad. Na igrzyskach olimpijskich w Helsinkach w 1952 zdobył wraz z zespołem narodowym srebrny medal. Na mistrzostwach świata w 1954 pozostał rezerwowym.